# Cholet-Pays de la Loire
Cholet-Pays de la Loire er et fransk cykelløb som er blevet afholdt siden 1978. Løbet er en del af UCI Europe Tour. Løbet er af UCI rangeret som 1.1.

## Vindere
| År                                           | Vinder              | Toer                      | Treer                  |        |
| -------------------------------------------- | ------------------- | ------------------------- | ---------------------- | ------ |
| Grand Prix de Mauléon-Moulins                |                     |                           |                        |        |
| 1978                                         | Jacques Bossis      | Roger Legeay              | Yves Daniel            |        |
| 1979                                         | Pierre Bazzo        | Pierre-Raymond Villemiane | Jean-Louis Gauthier    |        |
| 1980                                         | Roger Legeay        | René Bittinger            | Robert Alban           |        |
| 1981                                         | Roger Legeay        | Jacques Bossis            | Pierre-Henri Menthéour |        |
| 1982                                         | Pierre Bazzo        | Frédéric Brun             | Didier Vanoverschelde  |        |
| 1983                                         | Éric Dall'Armelina  | Francis Castaing          | Serge Beucherie        |        |
| 1984                                         | Pascal Poisson      | Yves Beau                 | Éric Bonnet            |        |
| 1985                                         | Marc Madiot         | Jean-Claude Leclercq      | Jacques Bossis         |        |
| 1986                                         | Dominique Lecrocq   | Philippe Louviot          | Régis Clère            |        |
| 1987                                         | Frédéric Garnier    | Martial Gayant            | Thomas Wegmüller       |        |
| Grand Prix de Cholet-Mauléon-Moulins         |                     |                           |                        |        |
| 1988                                         | Patrick Onnockx     | Chris Scharmin            | Christophe Lavainne    |        |
| 1989                                         | Franck Boucanville  | Dick Dekker               | Edwin Bafcop           |        |
| Cholet-Pays de Loire                         |                     |                           |                        |        |
| 1990                                         | Kim Andersen        | Brian Walton              | Thierry Bourguignon    |        |
| 1991                                         | Sammie Moreels      | Johan Bruyneel            | Wiebren Veenstra       |        |
| 1992                                         | Laurent Desbiens    | Serge Baguet              | Jean-Cyril Robin       |        |
| 1993                                         | Marc Bouillon       | Bart Leysen               | Michel Vanhaecke       |        |
| 1994                                         | Laurent Madouas     | Christophe Leroscouet     | Patrick Van Roosbroeck |        |
| 1995                                         | Frank Vandenbroucke | Sammie Moreels            | Thierry Bourguignon    |        |
| 1996                                         | Stéphane Heulot     | Adriano Baffi             | Laurent Desbiens       |        |
| 1997                                         | Jaan Kirsipuu       | Lauri Aus                 | Ludovic Auger          |        |
| 1998                                         | Jaan Kirsipuu       | Pascal Lino               | Mario Manzoni          |        |
| 1999                                         | Jaan Kirsipuu       | Juris Silovs              | Rik Verbrugghe         |        |
| 2000                                         | Jens Voigt          | David Moncoutié           | Hendrik Van Dijck      |        |
| 2001                                         | Florent Brard       | Laurent Brochard          | Niko Eeckhout          |        |
| 2002                                         | Jimmy Casper        | Franck Bouyer             | Wim Vansevenant        |        |
| 2003                                         | Christophe Mengin   | Franck Bouyer             | Laurent Lefèvre        |        |
| 2004                                         | Bert De Waele       | Didier Rous               | Thor Hushovd           |        |
| 2005                                         | Pierrick Fédrigo    | Alberto Benito            | Jimmy Engoulvent       |        |
| 2006                                         | Christopher Sutton  | Niko Eeckhout             | Lilian Jégou           |        |
| 2007                                         | Stéphane Augé       | Stéphane Pétilleau        | Janek Tombak           |        |
| 2008                                         | Janek Tombak        | Bert De Waele             | Émilien-Benoît Bergès  |        |
| 2009                                         | Juan José Haedo     | Jimmy Casper              | Alexandre Pichot       |        |
| 2010                                         | Leonardo Duque      | Matthieu Ladagnous        | Klaas Lodewyck         |        |
| 2011                                         | Thomas Voeckler     | Tony Gallopin             | Benjamin Giraud        |        |
| 2012                                         | Arnaud Démare       | Laurent Mangel            | Mickaël Delage         |        |
| 2013                                         | Damien Gaudin       | Marcel Wyss               | Rein Taaramäe          |        |
| 2014                                         | Tom Van Asbroeck    | Sébastien Delfosse        | Sébastien Turgot       |        |
| 2015                                         | Pierrick Fédrigo    | Jon Ander Insausti        | Baptiste Planckaert    |        |
| 2016                                         | Rudy Barbier        | Baptiste Planckaert       | Yannis Yssaad          |        |
| 2017 ikke arrangeret Cholet-Pays de la Loire |                     |                           |                        |        |
| 2018                                         | Thomas Boudat       | Hugo Hofstetter           | Roy Jans               |        |
| 2019                                         | Marc Sarreau        | Bryan Coquard             | Thomas Boudat          |        |
| 2020                                         | aflyst              | aflyst                    | aflyst                 | aflyst |
| 2021                                         | Elia Viviani        | Jon Aberasturi            | Pierre Barbier         |        |
| 2022                                         | Marc Sarreau        | Emmanuel Morin            | Piet Allegaert         |        |
| 2023                                         | Laurence Pithie     | Anthony Perez             | Lorrenzo Manzin        |        |
| Cholet Agglo Tour                            |                     |                           |                        |        |
| 2024                                         | Paul Lapeira        | Alexis Renard             | Tom Van Asbroeck       |        |
| 2025                                         | Lukáš Kubiš         | Benjamin Thomas           | Niklas Larsen          |        |